# 고이즈미 지카히코

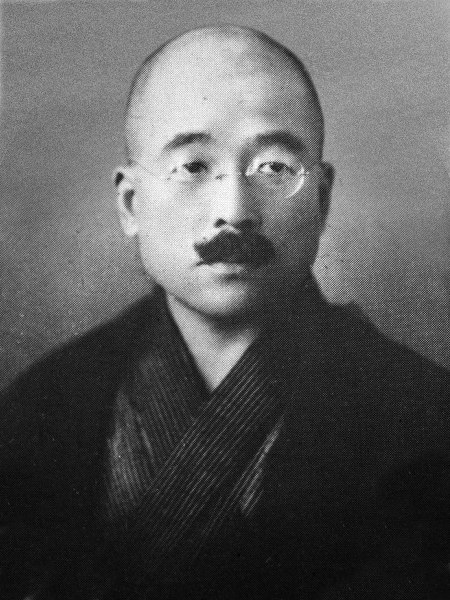
고이즈미 지카히코

고이즈미 지카히코(小泉親彦, 1884년 9월 9일 - 1945년 9월 13일)는 일본의 정치인, 육군 군의관 중장이었다.

## 생애
후쿠이현 출신으로 도쿄 가이세이 중학교, 옛 제6고등학교(오카야마 현)를 거쳐 도쿄제국대학 의학부를 졸업했다. 1921년 의학 박사, 1932년, 근위 사단 군의관 부장에 취임했다. 1933년, 육군 군의 학교 교장, 1934년 육군 군의관 총감(육군 중장 상당관)이 되어 육군성 의무 국장에 취임했다. 1937년, 기관 이름이 육군 군의관 총감에서 육군 군의관 중장으로 바뀌었다. 계급으로는 군 중장은 군의관으로 최고위이다. 1940년, 훈일등욱일대수장을 수상했다. 1941년, 제3차 고노에 내각에서 후생 장관 에 취임했고, 다음 대의 도조 히데키 내각에서도 유임했다.
1945년, 연합국 군의 조사를 거부하고 할복자살을 했다. 육군성 의무국장 재임 중 일본 제국 육군에서 처음으로 BCG 접종을 실시하고 결핵 예방에 효과를 올리는 등 선구적인 인물로 알려졌다. 또한 보건복지부의 설치에도 진력했다.

## 같이 보기
- 하시다 구니히코